# Константин Комнин Дука
Константин Комнин Дука (на гръцки: Κωνσταντίνος Κομνηνός Δούκας; Constantine Doukas, ок. 1172 – след 1242) е управител на Акарнания и Етолия със столица Навпакт и има титлата деспот.
Той е третият син на севастократор Йоан Дука Ангел и втората му съпруга Зоя Дукина, внучка на Исак Комнин, който е син на император Йоан II Комнин. Баща му е внук на император Алексий I Комнин и чичо на императорите Алексий III Ангел и Исаак II Ангел.
Брат е на Теодор Комнин Дука Ангел, деспот на Епир, и на Мануил Комнин Дука, управител на Солун. Полубрат е на незаконнородения Михаил I Комнин, деспот на Епир.
През 1216 г. той придружава брат си Теодор в кампания срещу България. През 1237 г. той помага за връщането на брат му Теодор от България и за трона в Солун.
Константин е споменат за последен път през 1242 г., вероятно умира след това.
Не е известно дали е женен и дали има деца.